# Bartolommeo Capasso
Bartolommeo Capasso (Nápoles, Reino de Nápoles, 27 de febrero de 1815 - Nápoles, Reino de Italia, 3 de marzo de 1900) fue un historiador y archivista italiano.

## Biografía
Nació en el barrio napolitano de Porto de Francesco, un acomodado comerciante, y Maria Antonia Patricelli, ambos procedentes de Frattamaggiore. Tras la muerte del padre, en 1824 Capasso se inscribió en el seminario de Nápoles, donde empezó sus estudios, para luego trasladarse al seminario de Sorrento. Asistió a la escuela del literato y jurista Domenico Aulisio. Se graduó con honores en Derecho en la Universidad de Nápoles.
En 1844, se casó con Agata Panzetta. El mismo año, colaboró con Carlo Troya en la fundación de la Sociedad Histórica Napolitana. En 1856, se convirtió en socio de la prestigiosa Academia Pontaniana, de la que fue presidente. El año siguiente, entró a formar parte de la Academia Ercolanese, sobre cuyas cenizas surgió la Sociedad Real de Arqueología, Literatura y Bellas Artes, de la que Capasso también fue presidente.
En 1876 fundó, junto a algunos estudiosos como Camillo Minieri Riccio y Giuseppe de Blasiis, el Archivo histórico de las provincias napolitanas de la Sociedad Napolitana de Historia Patria; fue presidente de esta entidad desde 1883 hasta su muerte. Desde 1882, fue también director superintendente del Archivo de Estado de Nápoles. La Universidad de Heidelberg le otorgó en 1886 el título de profesor honoris causa. En 1887, fue nombrado socio de la Academia Nacional de los Linces. 
Entre los honores otorgados a Capasso, se pueden mencionar los títulos de Comendador de la Orden de la Corona de Italia en 1877 y de Comendador de la Orden de los Santos Mauricio y Lázaro en 1899, además de la Medalla de oro del Mérito Patrio del Ayuntamiento de Nápoles.
A él se debe una reorganización de los registros de la época angevina que fue posteriormente muy importante para la labor de reconstrucción desarrollada por Riccardo Filangieri.

## Obras
(lista parcial)

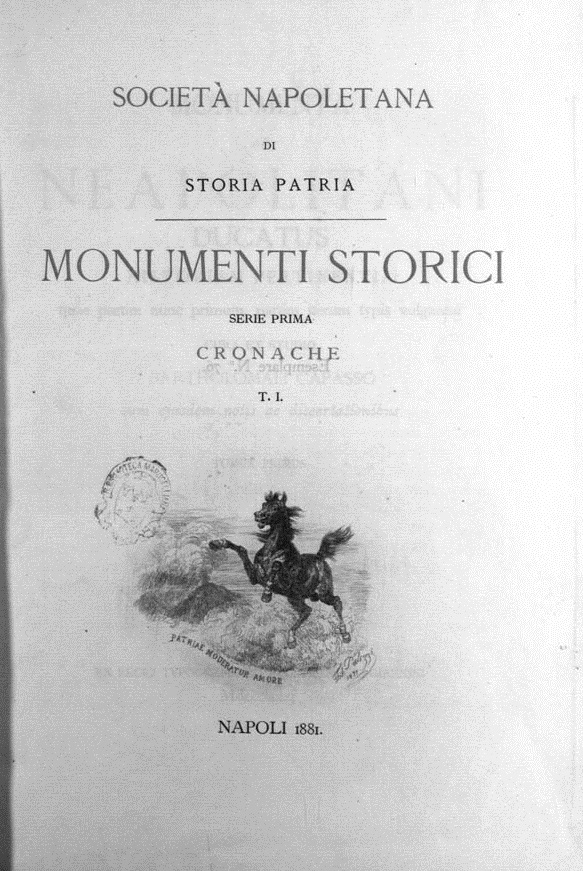
Monumenta ad Neapolitani ducatus historiam pertinentia, 1881.

- Monumenta ad Neapolitani ducatus historiam pertinentia, vol. 1, Napoli, Giannini, 1881.
- Topografia storico-archeologica della Penisola Sorrentina, e raccolta di antiche iscrizioni edite ed inedite appartenenti alla medesima, s.e., Napoli 1846
- Memorie storiche della Chiesa Sorrentina, Stab. Antologia legale, Napoli 1854
- Sull'antico  sito di Napoli e Palepoli. Dubii e conghietture, Stab. Antologia legale, Napoli 1855
- Della vita e delle opere di Pietro della Vigna, Tip. dell'Ancora, Napoli 1861
- Il Tasso e la sua famiglia a Sorrento. Ricerche e narrazioni storiche, Nobile, Napoli 1866
- Sul catalogo dei feudi e dei feudatari delle province napoletane sotto la dominazione normanna, stamp. della Regia Università, Napoli 1868
- Sulla storia esterna delle costituzioni del regno di Sicilia promulgate da Federico II, tip. della Regia Università, Napoli 1869
- Catalogo ragionato  dei libri, registri e scritture esistenti nella sezione antica o prima serie dell'Archivio Municipale di Napoli, 2 voll., Tip. Giannini, Napoli 1876 e 1899
- Sulla circoscrizione civile ed ecclesiastica e sulla popolazione della città di Napoli dalla fine del secolo XIII al 1809. Ricerche e documenti, Tip. della Regia Università, Napoli 1883
- Gli archivii e gli studi paleografici e diplomatici nelle province meridionali fino al 1818, Tip. Giannini, Napoli 1885
- Inventario cronologico-sistematico dei registri angioini conservati nell'Archivio di Stato di Napoli, Napoli, 1894
- Napoli greco-romana esposta nella topografia e nella vita. Opera postuma di Bartolommeo Capasso, Società napoletana di storia patria, Napoli 1905